# 塞缪尔森
塞缪尔森（英語：Samuelson)，又譯薩繆爾森，可以指：
- 保羅·薩繆爾森（Paul Anthony Samuelson）：美國經濟學家。
- 鲍勃·塞缪尔森（Bob Samuelson）：美國男子排球運動員。

|  | 本页或本分段罗列了姓氏为「塞缪尔森」的人物。 如果是一个指代特定个人的内链将您引导到本页，請考慮修正該人物的名字以將链接指向正確的條目。 |